# Alfredo Rojas
Pour les articles homonymes, voir Rojas.
Alfredo Rojas, né le 20 février 1937 à Lanús (Argentine) et mort le 16 juin 2023, est un footballeur international argentin.
De sa riche carrière, on retient notamment son passage à Boca Juniors et sa participation aux Coupes du monde de 1958 et 1966 avec l’Argentine.

## Carrière
Rojas commence sa carrière en 1956, à 19 ans, au Club Atlético Lanús, le club de sa ville natale. Ses bonnes performances (il marque 22 buts lors de la saison 1958) lui permettent d'être sélectionné avec l'équipe argentine à la Coupe du monde de 1958 en Suisse, au cours de laquelle il joue un match. Après la compétition il reste en Europe et rejoint l'Espagne, d'abord au Celta de Vigo, puis après la relégation de ce dernier au Real Betis.
Rojas retourne finalement en Argentine en 1961 pour signer à River Plate, où il ne parvient pas à jouer. Après quelques semaines, il signe au Gimnasia de La Plata, où El Tanque retrouve son efficacité en inscrivant 35 buts en deux saisons. Il fait son retour en équipe nationale pour la Coupe des nations de football (en), une compétition amicale opposant l'Argentine au Brésil, organisateur, à l'Angleterre et au Portugal. 
En 1964, il est transféré à Boca Juniors, dont il devient le leader en attaque et le capitaine. Il remporte le titre de champion d'Argentine en 1965, à l’issue d'un duel serré avec River Plate. Après deux belles saisons en championnat, il est sélectionné de nouveau avec l’équipe nationale pour la Coupe du monde de 1966 en Angleterre mais n’y joue pas de match. Un an plus tard, il dispute la Copa América 1967 comme titulaire, mais ne peut empêcher la défaite de sa sélection lors du dernier face à l’Uruguay, organisateur de l’épreuve.
Après une dernière saison plus difficile, Rojas quitte finalement Boca en 1969 pour le club chilien d'Universidad Católica, où il termine sa carrière.